# ادسون سيدو
ادسون سيدو (بالفرنسية: Edson Seidou)‏ (6 أكتوبر 1991 في فرنسا - ) هو لاعب كرة قدم فرنسي في مركز الدفاع.

## روابط خارجية
- ادسون سيدو على موقع قاعدة بيانات كرة القدم.إي يو (الإنجليزية)
- ادسون سيدو على موقع ليكيب (الفرنسية)
- ادسون سيدو على موقع Soccerway.com (الإنجليزية)
- ادسون سيدو على موقع عالم كرة القدم.نت (الإنجليزية)
- ادسون سيدو على موقع GSA (الإنجليزية)